# Xestoleberis nana
Xestoleberis nana är en kräftdjursart som beskrevs av Brady 1880. Xestoleberis nana ingår i släktet Xestoleberis och familjen Xestoleberididae. Inga underarter finns listade i Catalogue of Life.